# Esbjörn Svensson Trio Plays Monk
Esbjörn Svensson Trio Plays Monk è un album degli E.S.T., pubblicato nel 1996 da Diesel Music. L'album è un tributo al pianista jazz Thelonious Monk. Il CD è al 41º posto nella classifica degli album svedese.

## Brani
Tutti i seguenti standard sono stati scritti da Thelonious Monk. Salvo i brani n°3 e n°4 scritti a più mani anche da Hanighen, Williams e Best.
1. "I Mean You" – 6:43
2. "Criss Cross" – 5:48
3. "'Round Midnight" (Bernie Hanighen, Cootie Williams, Monk) – 6:11
4. "Bemsha Swing" (Denzil Best, Monk) – 7:19
5. "Rhythm-A-Ning" – 4:01
6. "In Walked Bud" – 6:37
7. "Little Rootie Tootie" – 4:06
8. "Eronel" – 4:56
9. "Evidence" – 5:03
10. "Crepuscle With Nellie" – 6:40

## Formazione

### E.S.T.
- Esbjörn Svensson - pianoforte, percussioni (nel brano 4), Smorzatore (nel brano 3)
- Dan Berglund - contrabbasso, Smorzatore (nel brano 1)
- Magnus Öström - batteria

### Quartetto d'archi
Nei brani 1 e 3:
- Ulf Forsberg - Primo Violino
- Ulrika Jansson - Secondo Violino
- Elisabeth Arnberg - viola
- Ulrika Edström - violoncello